# Acalymma semifemoratum
Acalymma semifemoratum es un coleóptero de la familia Chrysomelidae. Fue descrita en 1891 por Gahan.